# NGC 2283
NGC 2283 je galaksija u zviježđu Velikom psu.

## Vanjske poveznice
- SEDS: NGC 2283